# Basta Hall
Basta Hall es una localidad de Trinidad y Tobago, que forma parte de la región de Couva-Tabaquite-Talparo.

## Geografía
La localidad abarca parte de la isla Trinidad y limita al norte con Couva Central y Balmain, al sur con Phoenix Park, al este con Indian Trail y Spring Village South y al oeste con Brechin Castle y Ouplay Village.

## Demografía
Datos demográficos de la localidad de Basta Hall:
| Gráfica de evolución demográfica de Basta Hall entre 2000 y 2011 |
|                                                                  |